# Клетки Мюллера

Слои сетчатки
RPE — пигментный эпителий сетчатки
OS — наружный сегмент фоторецепторов
IS — внутренний сегмент фоторецепторов
ONL — внешний ядерный слой
OPL — внешний сплетениевидный слой
INL — внутренний ядерный слой
IPL — внутренний сплетениевидный слой
GC — ганглионарный слой
BM — мембрана Бруха
P — пигментные эпителиоциты
R — палочки
C — колбочки
Стрелка и пунктирная линия — внешняя пограничная мембрана
H — горизонтальные клетки
B — биполярные клетки
M — Клетки Мюллера
A — амакриновые клетки
G — ганглионарные клетки
AX — аксоны

Клетки Мюллера — глиальные клетки сетчатки глаза позвоночных.
Это вторые по частоте клетки сетчатки после нейронов.
Некоторые авторы считают их специализированными фибриллярными астроцитами. Впервые описаны немецким анатомом Генрихом Мюллером (1820—1864).
Особенностью мюллеровских клеток является то, что они простираются от внутренней пограничной мембраны (граничит со стекловидным телом) до внешней пограничной мембраны. Тела клеток находятся во внутреннем зернистом слое.
Потеря архитектоники клеток Мюллера имеет значение при отслоении сетчатки.
Оптическое значение: результаты исследования, проведённого при университете Лейпцига в 2007 году, показали, что клетки Мюллера имеют светопроводные функции. Они собирают свет с передней поверхности сетчатки и проводят его к фоторецепторам, размещенным на задней поверхности сетчатки, подобно оптоволоконному кабелю. Без мюллеровских клеток свет будет попадать на фоторецепторы в рассеянном виде, что приведёт к снижению остроты зрения.
Кроме описанных свойств, клетки Мюллера защищают сетчатку от фотохимического повреждения (при воздействии синего света) и чрезмерного воздействия красного света; они лучше всего пропускают жёлто-зелёную часть спектра.